# جاسم الحياني
جاسم شهاب أحمد الحياني هو مهندس ومؤلف واستاذ أكاديمي عراقي معروف، ويعتبر مؤسس المعهد الصناعي العالي في بغداد، والذي يسمى الآن الجامعة التكنولوجية، في العراق.

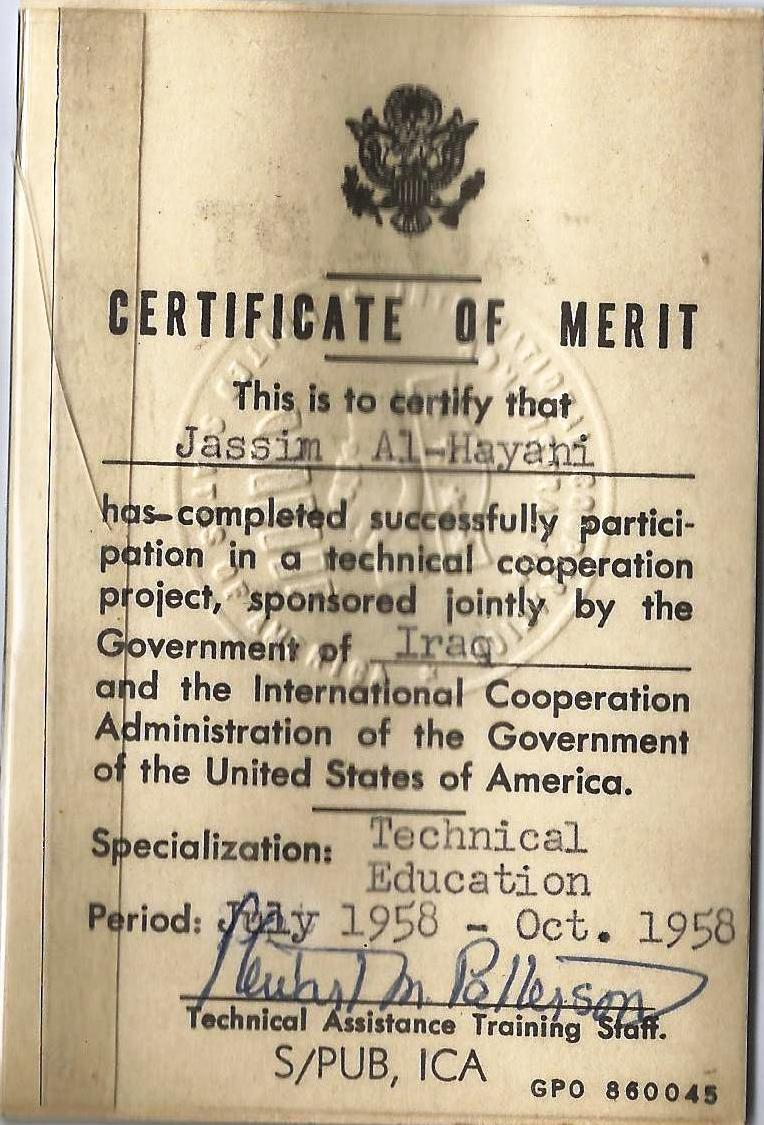
شهادة جاسم الحياني عام 1958

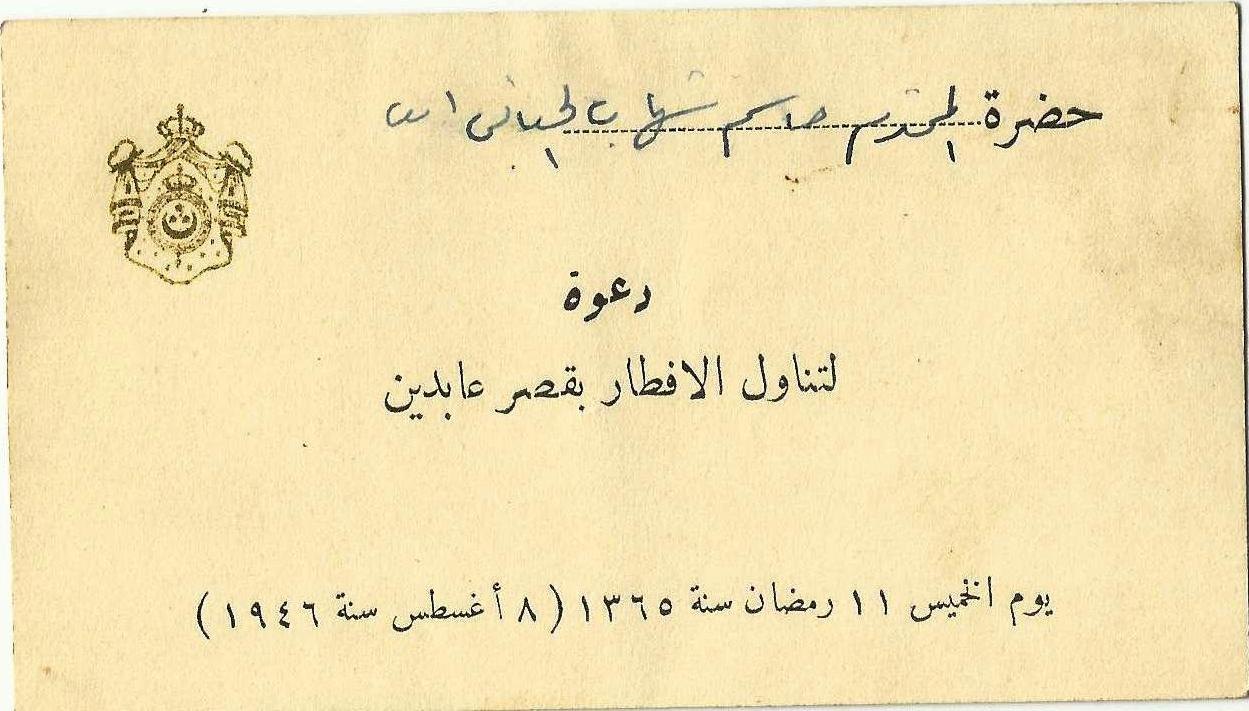
بطاقة دعوة لجاسم الحياني إلى مأدبة إفطار في قصر عابدين في القاهرة

عمل جاسم الحياني في تدريس مادة الهندسة الوصفية في الجامعة التكنولوجية لمدة أربعون عاماً، وخصوصاً في قسم هندسة الإنتاج والمعادن بشكل مهني ومحترف وببساطة تتماشى مع فكر وذهن وتفكير طلاب المرحلة الجامعية الأولى والثانية وشهد لهُ طلابه ببراعته ومهاراته الفنية.

## ولادته ونشأته
ولد ونشأ في منطقة الدجيل، وأكمل دراسته الثانوية في بغداد.

## أهم منجزاته

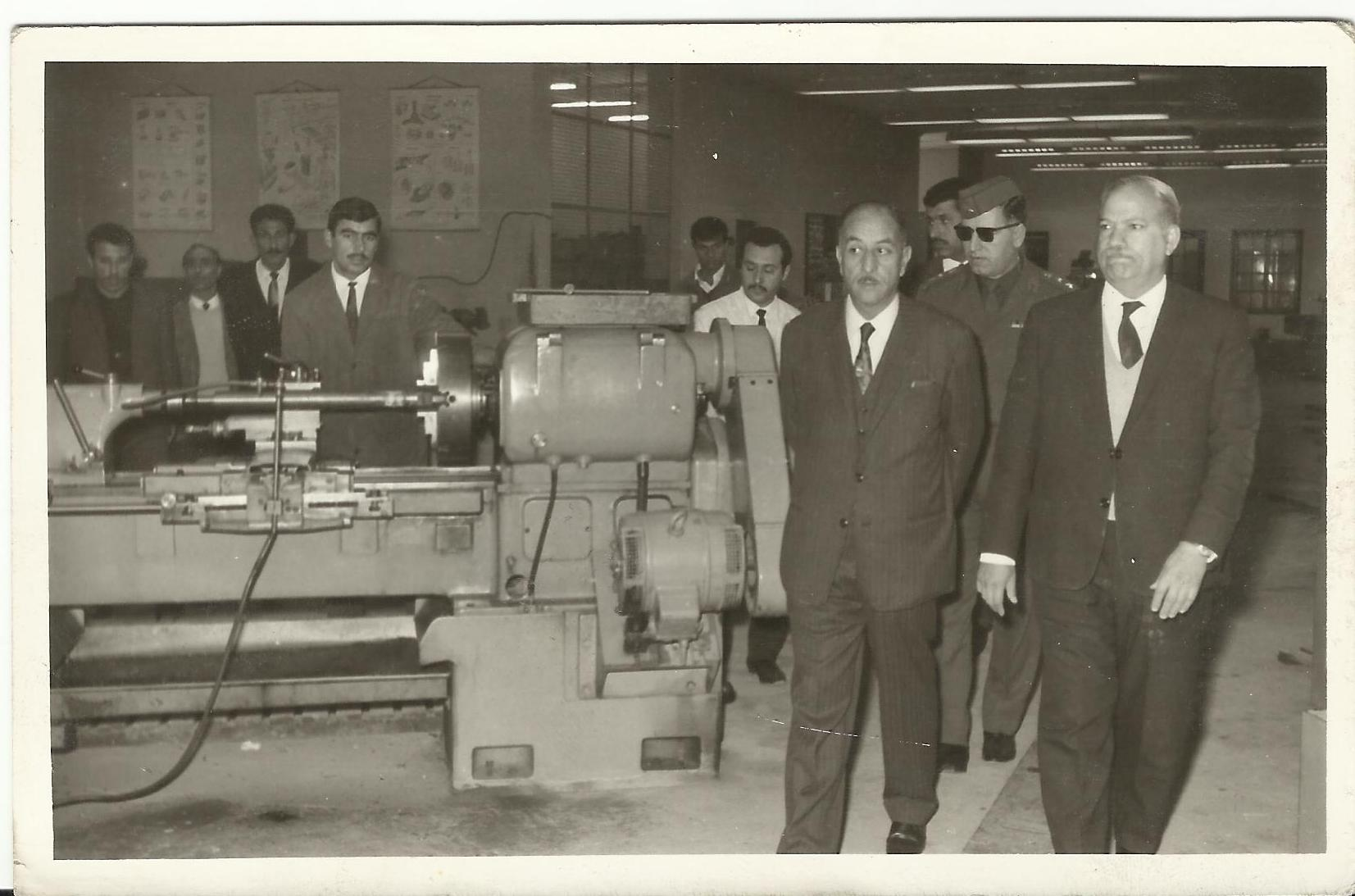
جاسم الحياني مع الرئيس أحمد حسن البكر في جولة باحد مرافق المعهد الصناعي العالي الذي يسمى الآن الجامعة التكنولوجية

ساهم في تأسيس المعهد الصناعي العالي في 22 كانون الثاني/ يناير 1960، والذي كان الحجر الأساس في إنشاء مبنى الجامعة التكنولوجية، حيث تغير اسم المعهد (بعد أشهر من إنشائهِ) إلى المعهد الصناعي العالي، وذلك بأمر من وزارة التربية وبالاتفاق مع منظمة اليونسكو.
في عام 1967 استبدل اسم المعهد الصناعي العالي إلى كلية الهندسة التكنولوجية وتكون مرتبطة بجامعة بغداد وفي عام 1975 صدر قرار بتحويلها إلى جامعة تكنولوجية عرفت بأسم الجامعة التكنولوجية. في بغداد حاليا.

## مؤلفاته
لديه الكثير من الكتب والمؤلفات العلمية في علم الهندسة والعديد من المقالات في الصحف والمجلات ومنها:
- الهندسة الوصفية - الناشر الجامعة التكنولوجية - 1981.[3]

## وفاته
توفى في بغداد عام 2007.